# ريتشارد شنايدر
ريتشارد شنايدر (بالألمانية: Richard Schneider)‏ (16 ديسمبر 1919 كايسرسلاوترن ألمانيا - 28 أبريل 1982) هو لاعب كرة قدم ألماني.

## روابط خارجية
- ريتشارد شنايدر على موقع قاعدة بيانات كرة القدم.إي يو (الإنجليزية)
- ريتشارد شنايدر على موقع عالم كرة القدم.نت (الإنجليزية)